# APIP
APIP‏ (APAF1 interacting protein) هوَ بروتين يُشَفر بواسطة جين APIP في الإنسان.